# 아디다스 아레나
아디다스 아레나(Adidas Arena)는 파리 18구 라 샤펠 지역 에 위치한 다목적 모듈형 홀이다. 아레나 설계 당시 프로젝트명은 파리 아레나 II(Paris Arena II)였으며 2022년까진 포르트 드 라 샤펠 아레나(프랑스어: Arena Porte de la Chapelle)로 불렸었다.
이 경기장은 스포츠 경기를 위한 8,000석, 콘서트와 쇼를 위한 9,000석을 수용할 뿐만 아니라 지역 클럽과 주민들이 사용할 체육관 2개를 갖추게 된다. 2020년 3월 초부터 공사가 진행 중이며 2024년 봄까지 완공될 것으로 예상되었으며 2024년 2월 11일 파리 농구팀과 생캉탱 농구팀 간의 LNB Pro A 농구 경기에서 개장하여, 파리가 87대 65로 승리했다.

## 용법
원래는 패럴림픽 탁구 토너먼트를 개최하기 전에 2024년 하계 올림픽의 레슬링 경기와 남자 농구 예선 토너먼트를 개최할 예정이었다. 마지막으로 올림픽 종목인 배드민턴 과 리듬체조, 장애인 배드민턴 과 파워리프팅이 이어진다. 경기장이 건설되자마자 파리 농구팀과 PSG 핸드볼팀의 대규모 경기가 열리는 곳이 될 것이다. 또한 2024년 e스포츠 리그 오브 레전드 월드 챔피언십의 8강과 4강도 개최된다.

## 명명권
건설에는 파리 아레나 II (Paris Arena II) 라는 프로젝트 이름이 사용되었다. 2022년 7월, 경기장은 독일 스포츠 용품 제조업체인 아디다스의 이름을 따서 아디다스 아레나 (Adidas Aréna)라는 스폰서 이름을 받게 될 것이라고 발표되었다. 아디다스는 아코르 아레나와 바타클랑 극장을 관리하는 운영 회사 SAE POPB와 계약을 체결했다. 계약 기간은 5년이며, 7년 연장이 가능하다. 아디다스는 매년 280만 유로를 지불한다. 활동가들은 이 경기장의 이름을 프랑스 운동선수이자 스포츠 관계자, 여성 권리 운동가인 앨리스 밀리아 (1884-1957)의 이름을 따서 명명해야 한다고 주장했다. 그녀는 파리에서 최초의 세계 여자 대회를 조직했다. 2022년 7월 초, 파리 시의회는 33대 17, 기권 26표로 후원자의 이름 변경을 승인했다. 얼마 전 시의회는 앞으로 경기장 앞 산책로에 앨리스 밀리아트앨라는 이름을 붙이기로 결정했다.